# Santa Tecla (Salvador)
Santa Tecla est une municipalité du Salvador, capitale du département de La Libertad et située sur le versant sud du volcan San Salvador. 
Elle a été fondée en 1854 sous le nom de Nueva Ciudad de San Salvador et fut pendant quelques années la capitale du Salvador. Durement touchée par le tremblement de terre du 13 janvier 2001, elle a été rebaptisée Santa Tecla en 2003.
C'est une ville dynamique qui fait partie de l'Aire Métropolitaine de San Salvador et profite de sa position géographique près de la capitale pour son développement urbain, étant située à 9 kilomètres de la capitale, San Salvador, et reliée à cette dernière par la Route panaméricaine aménagée en une autoroute urbaine.

## Jumelages
- Espagne Gijón, Espagne
- Nicaragua Granada, Nicaragua
- Slovaquie Senica, Slovaquie

## Galerie

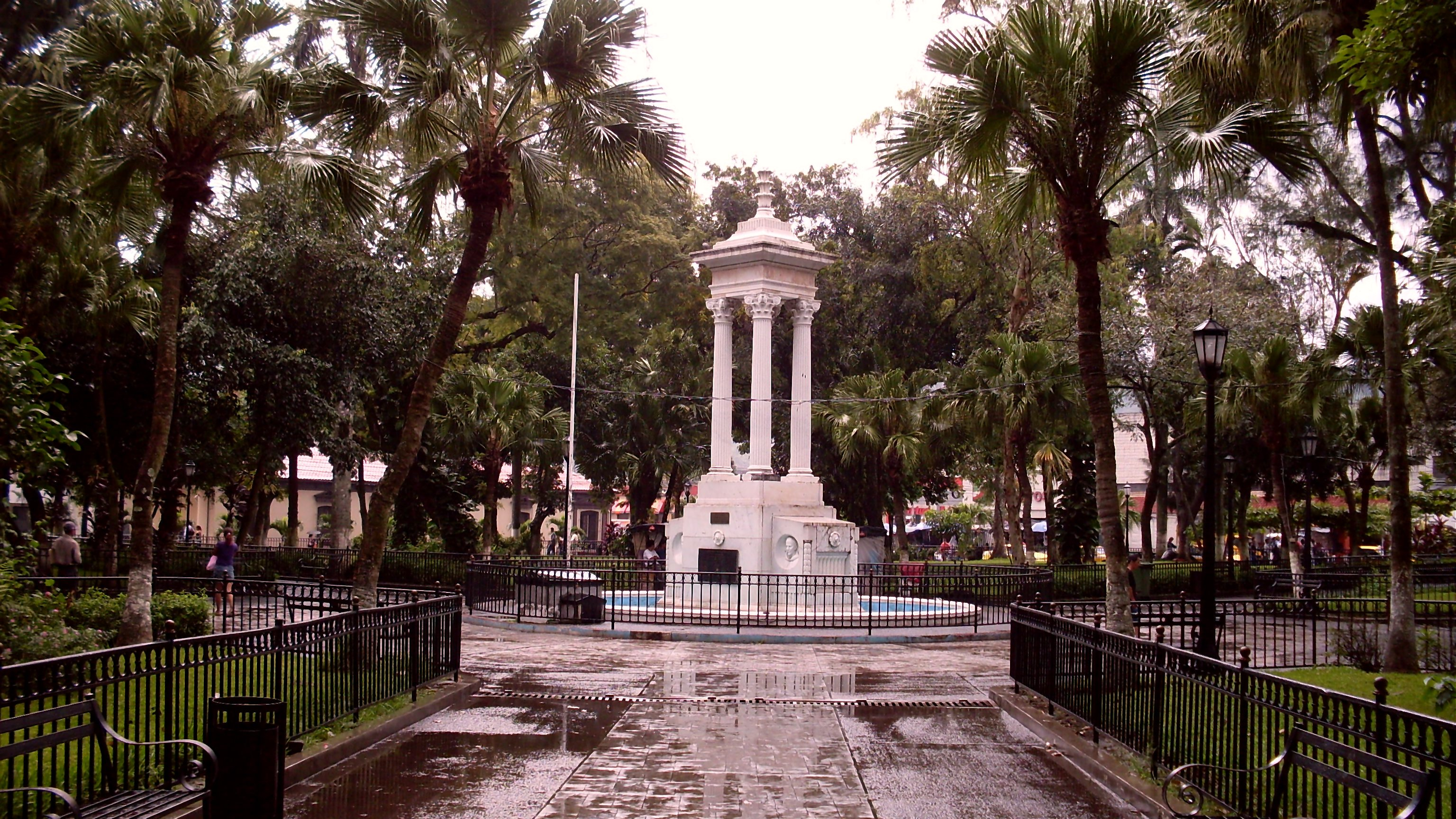
Parc José María San Martín.
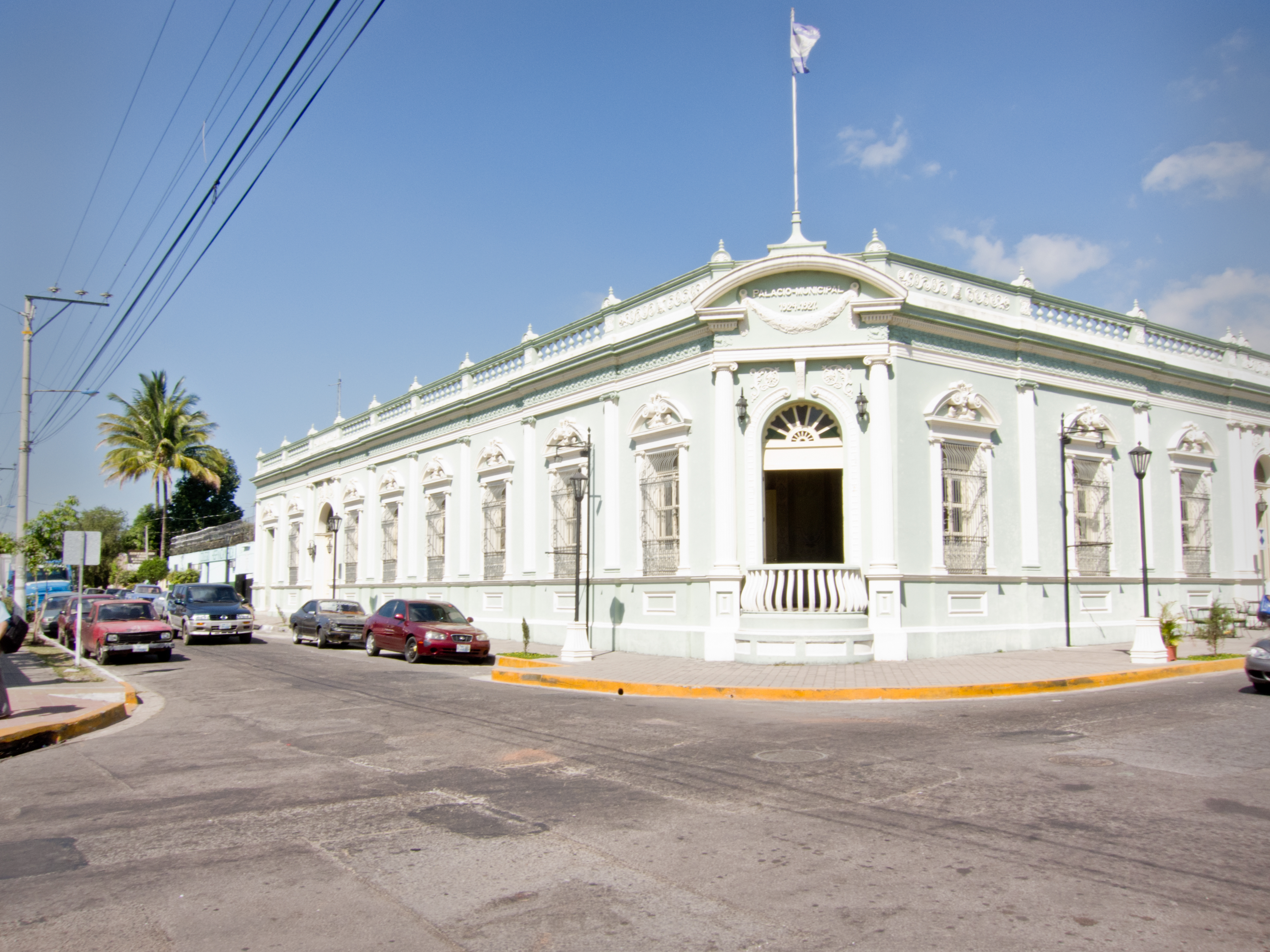
Palacio municipal de bellas artes.